# Морален абсолютизъм
Моралният абсолютизъм е етическо схващане, определящо някои действия като абсолютно правилни или абсолютно грешни, независимо от други причини, като последиците от тях или намеренията, с които са предприети. По този начин кражбата, например, може да бъде считана винаги за аморална, дори и да е направена за да се осигури друго добро или да се услужи на нуждаещия се (напр. кражба за изхранване на семейството; примерът с Робин Худ и др.) Моралният абсолютизъм е в опозиция с други нормативни етични категории като консеквенциализма, които приема че морала (в широк смисъл) на извърешния акт зависи от последствията и причините за извършването му. Моралният абсолютизъм се различава от моралния универсализъм(наричан също морален обективизъм). Универсализма приема, че това кое е правилно и грешно зависи от личното мнение (в опозиция на релативизма), но не непременно зависят от намеренията и последствията (като абсолютизъма). Моралният универализъм е съвместим с моралния абсолютизъм, но и с теории като Консеквенциализма. Луис Пойман дава следните определения за различаване на двете категории:
- Морален абсолютизъм – има поне един принцип, който никога не бива нарушаван
- Морален универсализъм – Има значение дали някое действие е морално позволено или не; не зависи единствено от социален навик или личностно възприятие.

Етическите теории, които поставят акцент на правата и задълженията, както деонтологичните морални принципи на Имануел Кант, са често форми на морален абсолютизъм като много религиозни морални норми, по-специално за Авраамическите религии.

## Моралният абсолютизъм и религиите
Моралният абсолютизъм може да бъде разбран в строго светски контекст, в много форми на деонтологичен морален рационализъм. Все пак, много религии имат абсолютистки разбирания, по отношение на моралната система като произтичаща от командите на своя Бог. Следователно, те биват разглеждани подобно на морална система абсолютни, перфектни и непроменими. Много философи също така вземат абсолютистка позиция, спорейки че тези абсолютни норми на морала са присъщи на естеството на човешките същества, на живота като цяло. Например, някой който е против насилието счита за грешно използването на такова дори ако става въпрос за самозащита. Друг пример е това, че според някои религиозни морално абсолютистки убеждения, хомосексуализма е изцяло грешен и забранен.
|  | Тази страница частично или изцяло представлява превод на страницата Moral absolutism в Уикипедия на английски. Оригиналният текст, както и този превод, са защитени от Лиценза „Криейтив Комънс – Признание – Споделяне на споделеното“, а за съдържание, създадено преди юни 2009 година – от Лиценза за свободна документация на ГНУ. Прегледайте историята на редакциите на оригиналната страница, както и на преводната страница, за да видите списъка на съавторите. ВАЖНО: Този шаблон се отнася единствено до авторските права върху съдържанието на статията. Добавянето му не отменя изискването да се посочват конкретни източници на твърденията, които да бъдат благонадеждни. |